# Franz Müller-Lyer
Franz Carl Müller-Lyer (* 5. Februar 1857 in Baden-Baden; † 29. Oktober 1916 in München) war ein deutscher Psychiater, Soziologe und Schriftsteller.
Müller-Lyer studierte Medizin und arbeitete als Arzt in psychiatrischen Kliniken in Straßburg und anderen Städten Europas. 1889 entdeckte er die nach ihm benannte geometrisch-optische Müller-Lyer-Illusion.

## Werke (Auswahl)
- Die Entwicklungsstufen der Menschheit. Eine systematische Soziologie in Überblicken und Einzeldarstellungen. 8 Bände. Albert Langen, München 1910.
- Soziologie der Leiden. Albert Langen, München 1914.